# Mucel
Mucel es una localidad del municipio de Chemax en el estado de Yucatán, México.

## Toponimia
El nombre (Mucel) proviene del idioma maya.

## Hechos históricos
- En 1970 cambia su nombre de Mukel a Mucel.
- En 1980 cambia a Mukel.
- En 1990 cambia a X-Muquel.
- En 1995 cambia a Mucel.

## Demografía
Según el censo de 2005 realizado por el INEGI, la población de la localidad era de 900 habitantes, de los cuales 460 eran hombres y 440 eran mujeres.
| 140                         | 269 | 228 | 318 | 382 | 513 | 656 | 734 | 900 |
| (Fuente: INEGI [Consultar]) |     |     |     |     |     |     |     |     |